# Allopeas mauritianum
Allopeas mauritianum är en snäckart som först beskrevs av Ludwig Pfeiffer 1852.  Allopeas mauritianum ingår i släktet Allopeas och familjen sylsnäckor. Inga underarter finns listade i Catalogue of Life.